# 帕特里西亞·馬蒙娜

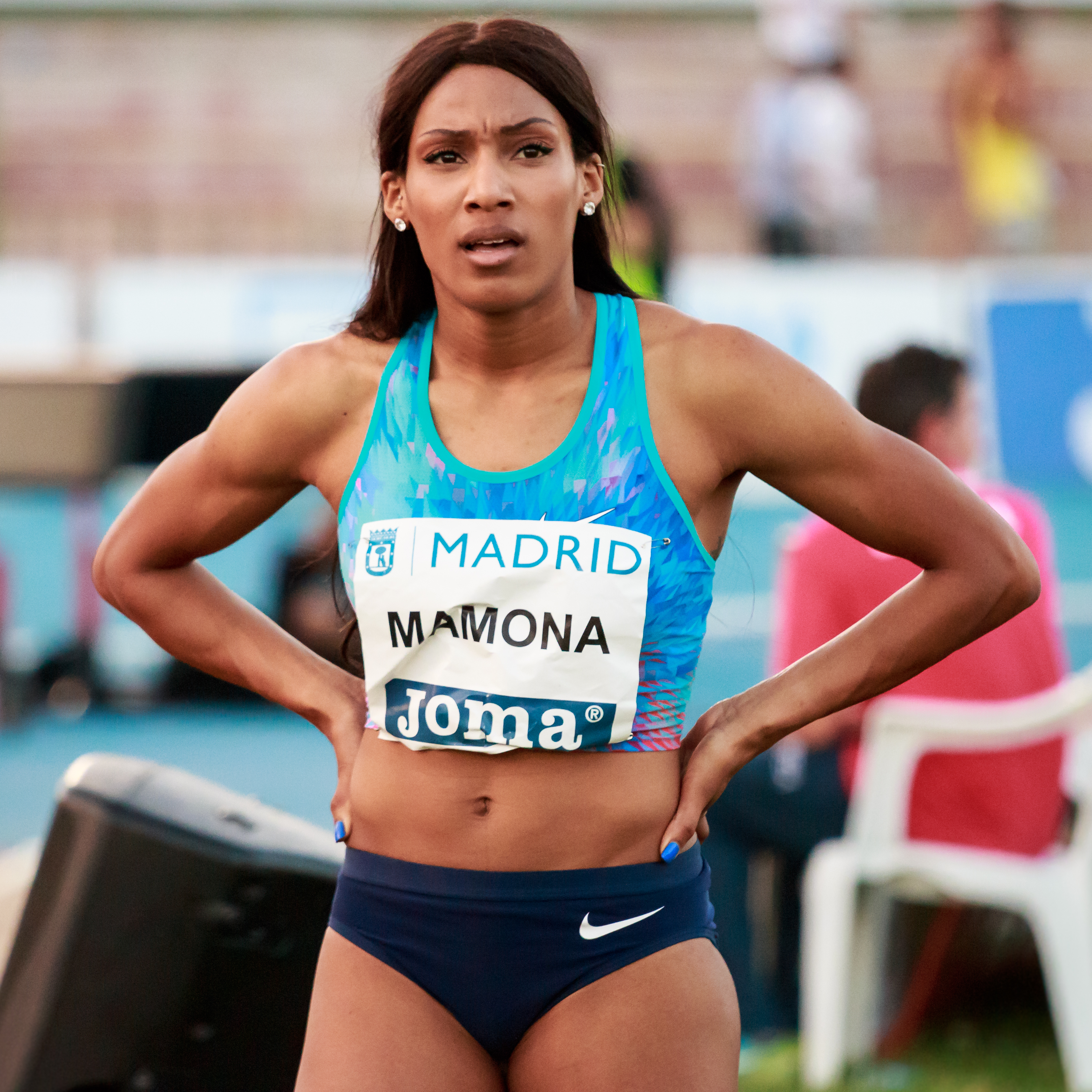
帕特里西亞·馬蒙娜, 2017年

帕特里西亞·馬蒙娜（葡萄牙語：Patrícia Mamona，1988年11月21日—），葡萄牙田徑運動員，她代表葡萄牙隊參加了日本舉行的2020年夏季奧林匹克運動會，並且在女子三級跳遠比賽上獲得銀牌。